# Feticismo (sessualità)
Il feticismo è una parafilia consistente nello spostamento della meta sessuale dalla persona viva nella sua interezza a un suo sostituto; ciò che la sostituisce può essere o una parte del corpo stesso, una qualità, un indumento, un'azione o qualsiasi altro oggetto inanimato. In sostanza, quindi, il feticista è colui che prova attrazione sessuale per qualcosa che fuoriesce dai canoni della sessualità tradizionale che presuppone i genitali quali oggetti libidici primari.
La quinta edizione del sistema DSM distingue il comportamento feticistico, che non causa alcun detrimento alla vita sociale e relazionale del soggetto, dal disturbo feticistico vero e proprio il quale è connotato da una compulsione e da un significativo disagio clinico.
Il feticismo è normalmente caratterizzato da una supervalutazione psicologica dell'oggetto sessuale che si estende a ogni cosa a esso associato. Un certo grado di feticismo rientra abitualmente nell'ambito della sessualità normale, specialmente quando il desiderio di intrattenere un rapporto sessuale con la persona amata non è immediatamente esaudibile (così, ad esempio, chi si trova lontano dalla persona amata può assurgere a feticcio un indumento intimo). La condizione diventa patologica solo quando il feticcio arriva a sostituirsi completamente al coito, o a maggior ragione, quando esso si distacca da qualsiasi determinata persona e diventa per sé solo l'oggetto sessuale.
La preferenza dettata dai gusti personali, invece, per quanto apparentemente bizzarra o inconsueta, nel caso di una relazione sessuale, non toglie al soggetto la consapevolezza che si sta relazionando con una persona e quindi non toglie nel soggetto la sensibilità, l'empatia, la comunicazione con l'altra persona. Peraltro le pratiche feticiste possono anche rientrare nei preliminari sessuali o inserirsi direttamente all'interno di un rapporto sessuale.
Il feticismo è largamente prevalente negli uomini rispetto alle donne. Dopo un lungo studio sulle fantasie erotiche e sul comportamento sessuale, lo psichiatra Robert Stoller concluse che per gli uomini "feticizzare è normale": essi risultano molto più propensi ad associare una certa carica erotica a una particolare zona prediletta del corpo della donna.

## Origine del termine
L'etimo della parola viene dalla lingua portoghese; i mercanti di schiavi usavano questo termine per riferirsi agli indigeni africani che adoravano "feticci", ovvero oggetti ritenuti sacri dalle popolazioni locali.

## Manifestazioni

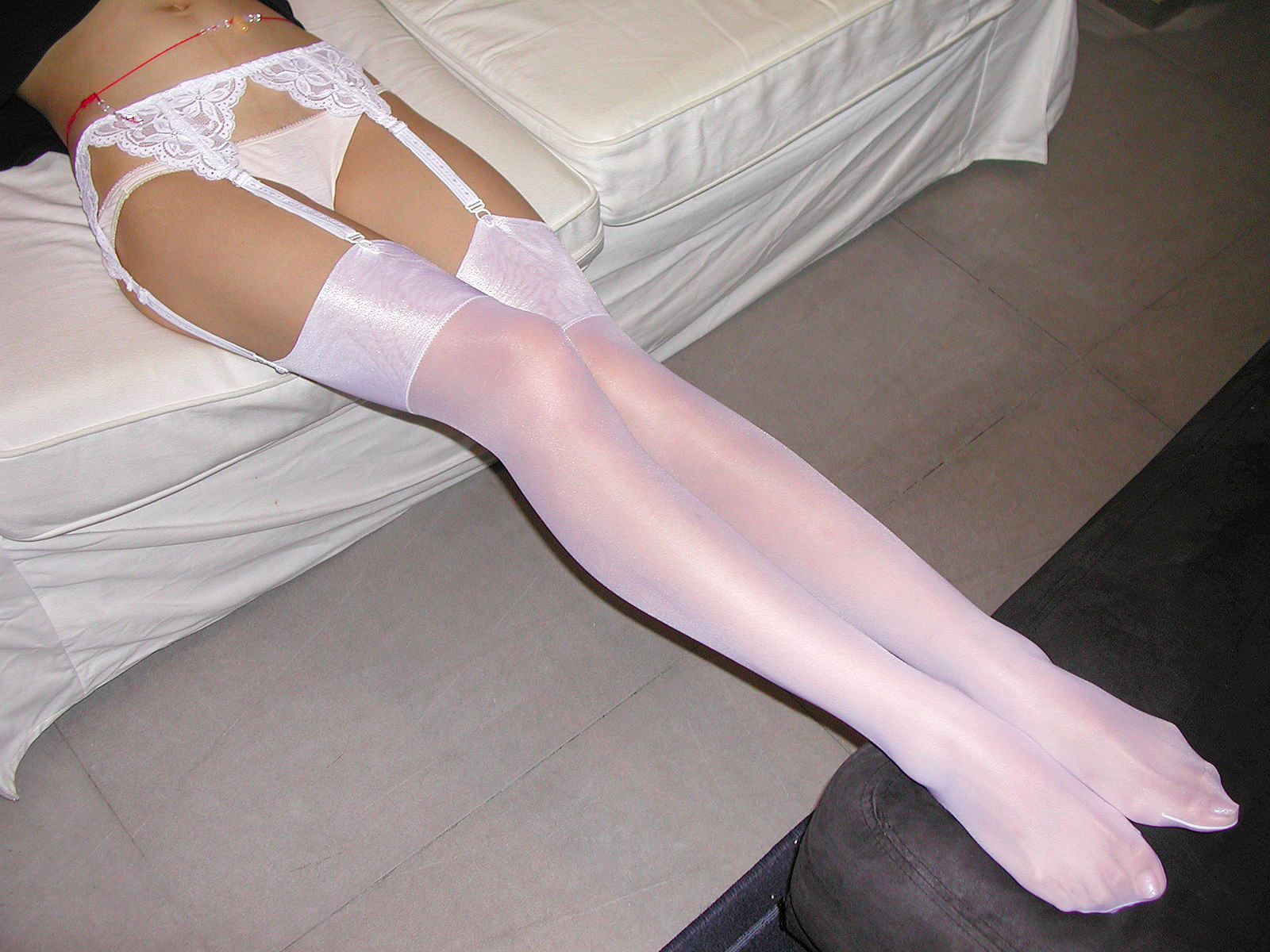
Gli indumenti intimi sono comuni feticci rappresentanti oggetti inanimati

Il feticismo può manifestarsi in una persona in varie forme; Alfred Binet, uno psicologo e ipnotista francese che asserì come l'"amore normale" sia il risultato di una complicata forma di feticismo, suggerì la classificazione dei feticismi o come "amore spirituale" o come "amore plastico". La prima categoria occupava la devozione per specifici fenomeni mentali, come i comportamenti, le classi sociali o i ruoli, mentre la seconda si riferiva alla devozione verso oggetti materiali come animali, parti del corpo od oggetti inanimati.

Il concetto di "amore plastico" è quello più conosciuto: per alcuni feticisti, vedere, sentire, annusare, inghiottire o palpare l'oggetto della propria attrazione è importante almeno quanto il coito ordinario. Il concetto di "amore spirituale" non è globalmente accettato perché è impossibile darne una definizione esaustiva. Comportamenti, classi sociali e attitudini sono tutte cose verso le quali è possibile essere ossessionati, ma è difficile da provare che l'ossessione in questione sia a sfondo sessuale. È anche difficile incorporare una "idea" all'interno di un atto sessuale. Tuttavia, l'ossessione mentale può progredire verso l'"amore plastico". Per esempio, l'ossessione verso un dato comportamento sociale potrà introdurlo al gioco delle parti.
Il sessuologo tedesco Magnus Hirschfeld sostenne che l'attrazione sessuale non si origina mai in una persona nel suo complesso ma è sempre il prodotto dell'interazione di caratteristiche individuali. Affermò che quasi tutti hanno un interesse speciale e sono quindi affetti da una forma non patologica di feticismo, che si può invece ravvisare quando si ha il distacco e la sopravvalutazione di una singola caratteristica. La teoria di Hirschfeld viene spesso menzionata nel contesto del comportamento specifico nel ruolo di genere: le donne presentano stimoli sessuali mettendo in evidenza parti del loro corpo, vestiti o accessori, mentre gli uomini reagiscono a essi.
Il feticcio può anche essere determinato da un'associazione simbolica inconscia, non sempre indipendente dalle esperienze sessuali dell'infanzia. Ad esempio il piede è un antichissimo simbolo sessuale che compare perfino nella mitologia, la pelliccia contiene un'associazione con la peluria del monte di Venere e così via.

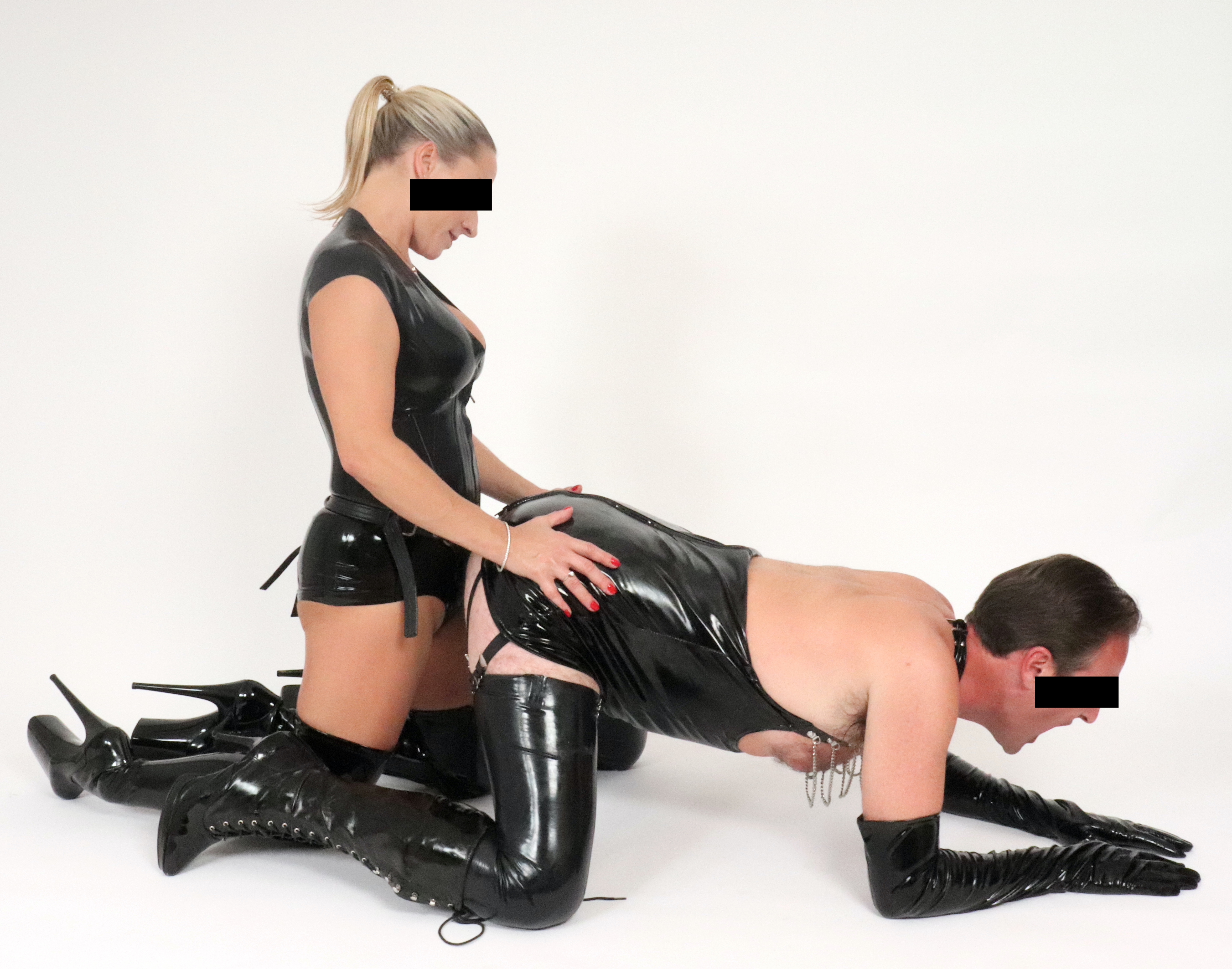
Donna in posizione dominante sul suo partner, come esempio di BDSM e pegging: è una forma di feticismo

Il feticismo può essere concettualizzato attribuendo vari gradi di intensità al suo manifestarsi:
- Livello 1: esiste una leggera preferenza per certi tipi di partner, stimoli o attività sessuali. Il termine feticismo non dovrebbe essere usato a questo livello.
- Livello 2: esiste una forte preferenza per i casi citati nel primo livello (si tratta della più bassa intensità di feticismo).
- Livello 3: sono necessari degli stimoli speciali per consentire l'eccitazione e la prestazione sessuale (moderata intensità di feticismo).
- Livello 4: gli stimoli specifici prendono il posto dell'amante (alto livello di feticismo).

In relazione al modo in cui il feticismo si esprime è possibile distinguere tre categorie di feticisti:
- feticisti oggettivi, per i quali il feticcio inanimato simboleggia una persona inaccessibile;
- feticisti somatici, per i quali una parte del corpo simboleggia una persona (e per estensione una relazione) fortemente desiderata e irraggiungibile;
- feticisti astratti, che sono attratti da una deformità o altra caratteristica fisica che implica inferiorità o debolezza in modo da soddisfare le loro fantasie narcisiste di onnipotenza e superiorità innata.

## Forme di feticismo

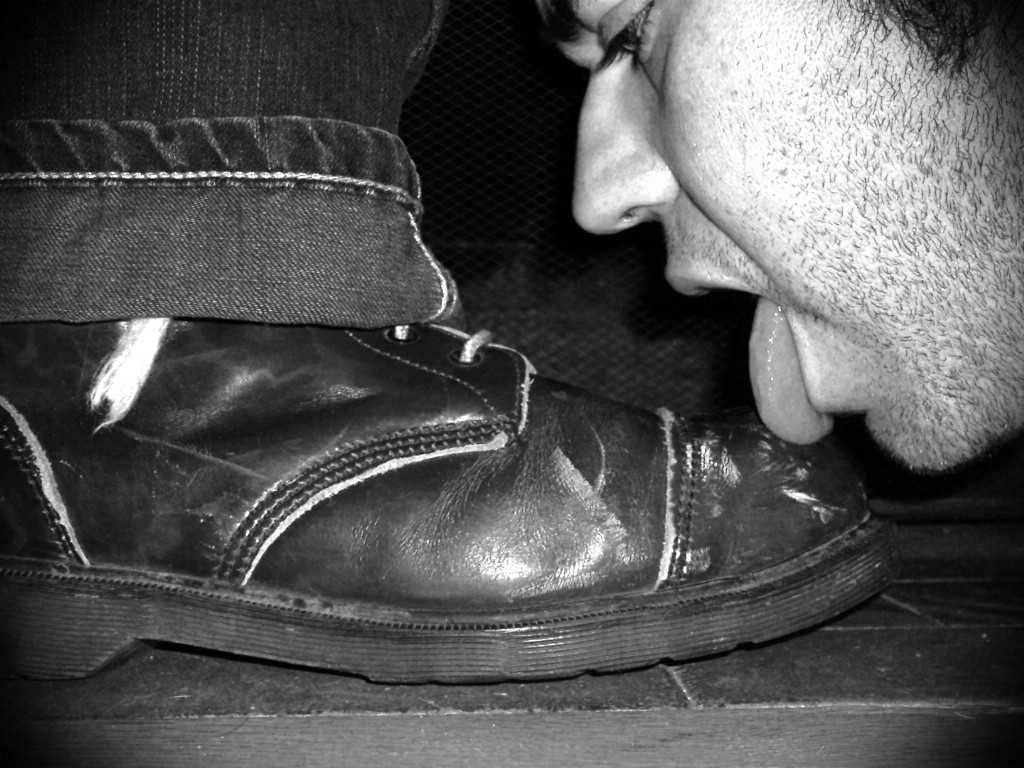
Feticismo delle scarpe

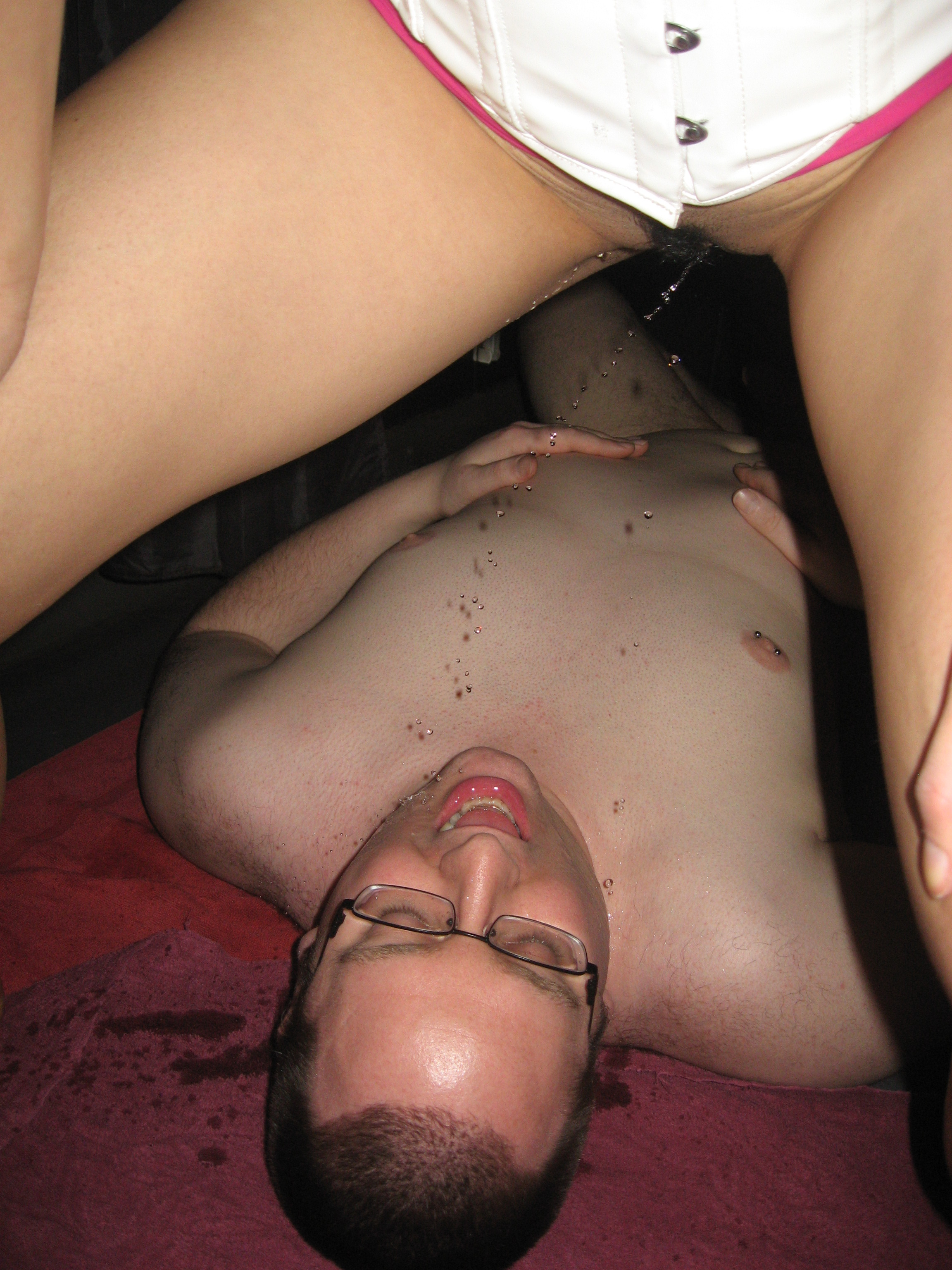
Pratica della pioggia dorata

Esistono svariate pratiche feticistiche raggruppabili in base al canale sensoriale coinvolto principalmente oppure in base alla natura del feticcio.
Il canale visivo, oltre a essere alla base del voyeurismo, ha molto spesso un ruolo primario: si pensi ad esempio al diffuso feticismo del piede o della scarpa (in particolare al dangling, cioè quando si fa dondolare al piede una calzatura parzialmente indossata, oppure al crush fetish), ma anche ad altre forme di feticismo che riguardano altre parti del corpo come le natiche. La visione entra pure in gioco procurando piacere nell'assistere ad alcuni atti corporei quali l'urinare, defecare, starnutire oppure ad altri atti come il fumare. L'olfatto e il gusto sono più direttamente implicate nell'urofilia, coprofilia, o nell'adorazione di varie parti del corpo umano. Il canale tattile svolge un ruolo principale in alcune forme di feticismo come quello che porta a indossare abiti in latex o PVC (seconda pelle), ha un ruolo anche nelle pratiche di schiacciamento come il trampling. Molto più raramente risulta il coinvolgimento dell'udito, al quale è legato ad esempio lo scatenarsi di una serie di sensazioni ed emozioni quando viene fatto scoppiare un palloncino.
Riguardo alla natura del feticcio, si distinguono innanzitutto tre diverse categorie da cui questo può derivare: da specifiche parti del corpo umano (parzialismo), da fluidi o escreti biologici, e da alcuni oggetti inanimati quali possono essere gli indumenti. Le parti del corpo umano assunte come feticcio sono comunemente il seno, le natiche, i piedi, le mani e le gambe, ma anche altre parti meno consuete tra cui le ascelle, il naso, i peli e l'ombelico. Tra i fluidi ed escreti biologici figurano il sangue, il sudore, la saliva, l'urina e le feci. Tra gli indumenti classicamente associati al feticismo figurano la biancheria intima, le calze, i guanti, le scarpe e gli stivali. Gli oggetti inanimati, in modo considerevolmente più raro, possono anche non essere associati a nessuna parte del corpo (per esempio, i piatti sporchi e le candele).
Il feticismo può essere inoltre legato ad alcune caratteristiche fisiche particolari quali la donna incinta, la presenza di mutilazioni o deformazioni, corpi muscolosi, il sovrappeso (BBW) oppure l'appartenenza a un dato gruppo etnico. Può includere altresì uno specifico comportamento delle persone, come il fumare, emettere rutti o l'essere impegnati in una lotta.
Le uniformi, accompagnate dal carico di fascinazione collegata al ruolo sociale o al tipo di attività che simboleggiano, hanno un ruolo di rilevanza nell'immaginario feticista: basti pensare alle infermiere, agli appartenenti a forze militari o di polizia, alle cheerleader, all'abbigliamento stereotipato dell'insegnante o della segretaria sessualmente attraente e così via. Questo genere di feticismo può essere messo in pratica con giochi di ruolo.
Il feticismo può consistere in una pura fascinazione immaginaria, come nel caso della macrofilia o della vorarefilia, oppure la fantasia feticistica sfociare in un atto pratico. Tutte le tipologie di feticisti possono agire secondo tre diverse modalità: una modalità attiva in cui il feticcio viene attivamente usato dal feticista, una modalità passiva in cui è un'altra persona a usare il feticcio sul feticista, e una modalità contemplativa in cui il feticista si limita a trarre piacere dalla contemplazione dei feticci collezionati.

## Cause

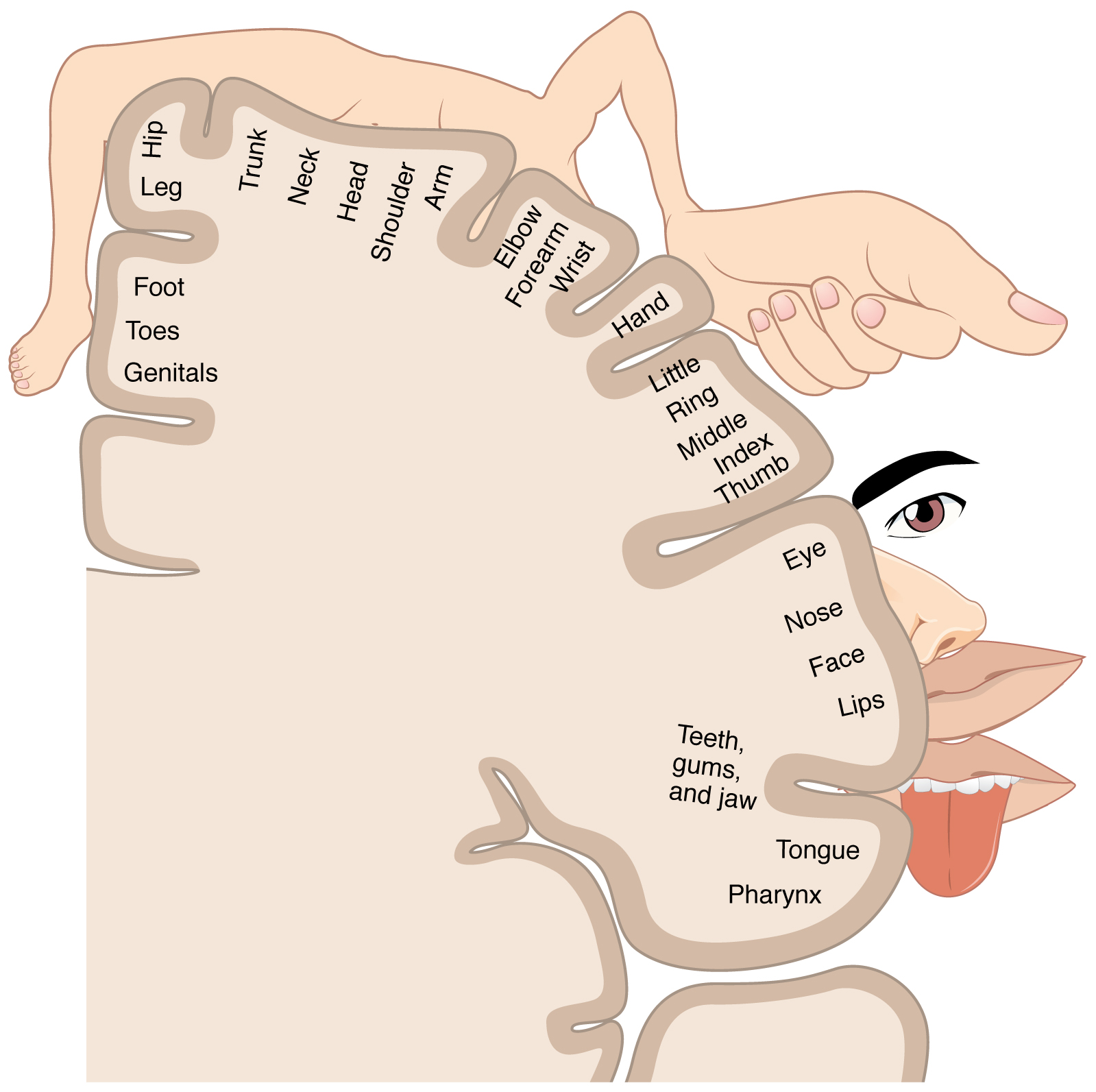
Homunculus corticale in cui, in alto a sinistra, viene mostrata la vicinanza fra le regioni sensoriali per i piedi e per i genitali

Il feticismo solitamente diventa evidente durante la pubertà, anche se può svilupparsi prima di questo periodo. Non è stata determinata alcuna causa definitiva per il feticismo.
Alcune teorie si basano sul riflesso condizionato. Durante diversi esperimenti, un gruppo di uomini è stato condizionato registrando il livello di eccitazione raggiunta dopo la somministrazione di stimoli quali stivali, forme geometriche o vasi portamonete accoppiati con un contenuto erotico convenzionale. Il solo condizionamento non è in grado di spiegare il feticismo, dato che esso non sfocia nel feticismo per la maggior parte delle persone. È stata suggerita una possibile combinazione tra il riflesso condizionato e altri fattori, come un'anormalità nel processo di apprendimento sessuale.
Le teorie sull'imprinting sessuale sostengono che gli esseri umani imparano a riconoscere le caratteristiche e attività sessualmente desiderabili durante l'infanzia. Il feticismo potrebbe essere provocato da un imprinting sul bambino con un concetto eccessivamente ristretto o scorretto di un oggetto sessuale. L'imprinting sembra verificarsi durante le prime esperienze accompagnate da eccitazione e desiderio vissute dal bambino, ed è basato su "una valutazione egocentrica di una caratteristica saliente legata a ricompensa o piacere che differisce da un individuo all'altro".
Le differenze neurologiche possono svolgere un ruolo in alcuni casi. Vilayanur S. Ramachandran notò che la regione cerebrale adibita all'elaborazione degli impulsi sensoriali provenienti dai piedi è posta immediatamente vicina alla regione addetta all'elaborazione degli stimoli genitali, e suggerì che un collegamento casuale tra queste regioni potesse spiegare la prevalenza del feticismo del piede. In un caso insolito, una lobectomia temporale anteriore in un paziente affetto da epilessia ha portato giovamento nei confronti di una forma di feticismo per le spille di sicurezza.
Varie spiegazioni sono state cercate per giustificare la rarità delle donne feticiste. Si pensa che ciò sia dovuto principalmente al fatto che gli uomini siano più sessualmente sensibili agli stimoli visivi. Roy Baumeister ritiene che la sessualità maschile è immutabile, eccezion fatta per un breve periodo nell'infanzia durante il quale potrebbe stabilirsi il feticismo, mentre la sessualità femminile resta fluida per tutta la vita.

### Spiegazione psicoanalitica
La psicoanalisi freudiana spiega il feticismo ricorrendo alla teoria dello sviluppo psicosessuale. Secondo Sigmund Freud il bambino nella fase edipica, per superare l'angoscia di castrazione derivante dalla paura del padre e soprattutto dalla vista dei genitali femminili privi del pene, si crea un feticcio, ovvero un oggetto volto a sostituire il pene mancante nelle bambine. Se queste ultime sono prive di fallo, infatti, significa che sono state punite (evirate) per qualcosa che hanno commesso, quindi anche il bambino rischia l'evirazione a causa dei suoi desideri incestuosi verso la madre. Il piede, la scarpa e qualsiasi oggetto feticistico permettono così al bambino, fungendo da "fallo femminile", di attenuare la sua angoscia derivante dalla constatazione che le bambine non hanno il pene.
Da parte sua Donald Winnicott considera il feticcio alla stregua di un oggetto transizionale, il quale però viene investito di libido. Sempre secondo altre teorie psicoanalitiche, il feticismo potrebbe derivare dalla scissione dell'Io e dalla proiezione, talvolta derivante anche dal diniego (meccanismo di difesa che consiste nel rifiuto di riconoscere qualcosa di traumatizzante avvenuto nella realtà).

## Diffusione
La prevalenza del feticismo non è nota con certezza, mentre è risaputo che la maggior parte dei feticisti sono uomini. In uno studio del 2011, il 30% degli uomini ha riferito fantasie feticistiche, e il 24,5% ha messo in pratica atti feticistici. Di quelli che hanno ammesso le fantasie, il 45% ha detto di esserne intensamente eccitato sessualmente. In un altro studio del 2014, il 26,3% delle donne e il 27,8% degli uomini ha ammesso una qualsiasi fantasia riguardante "fare sesso con un feticcio o un oggetto non sessuale". Un'analisi del contenuto delle fantasie favorite del campione ha riscontrato che il 14% delle fantasie maschili riguardava il feticismo (inclusi piedi, oggetti non sessuali e abbigliamenti specifici), e il 4,7% si è concentrato su una parte specifica del corpo diversa dai piedi. Nessuna delle fantasie favorite delle donne era basata su temi feticistici. Un altro studio ha riportato che il 28% degli uomini e l'11% delle donne ha riferito di essersi eccitati feticisticamente (piedi, tessuti, e oggetti come scarpe, guanti o giocattoli di peluche).
Entrando più nello specifico sulla prevalenza dei singoli tipi di feticismi, una ricerca del 2007 si è basata sull'analisi del contenuto di una serie di gruppi di discussione in lingua inglese del portale internet Yahoo!, aventi attinenza con il feticismo sessuale. All'interno di questi gruppi si è proceduto a registrare la preferenza degli oltre 150 000 membri nominali mostrata rispettivamente per parti o caratteristiche del corpo e per oggetti associati al corpo, ovvero le principali categorie in cui risultano suddivise le stesse espressioni di preferenza. Tra le preferenze sessuali per una parte o caratteristica del corpo spicca il 47% relativo ai piedi, seguono nettamente distanziati i fluidi corporei e la dimensione corporea con il 9% delle preferenze, peli e capelli (7%), e i muscoli (5%); le restanti preferenze sono tutte inferiori al 5%. Riguardo invece alle preferenze per oggetti associati al corpo, spiccano gli indumenti che si associano a gambe e natiche (calze, gonne, ecc.) con il 33% delle preferenze e le calzature al 32%, seguono gli indumenti intimi (12%), abiti che coprono il corpo intero (costumi, pellicce, ecc.) e indumenti che si indossano sul torso (giacche, gilet, ecc.) entrambi con il 9% delle preferenze; anche in questo caso le restanti opzioni hanno una preferenza inferiore al 5%.
Il ruolo prominente che esercitano piedi e scarpe nel feticismo non sorprende, dato che è ben nota l'attenzione erotica maschile manifestata verso questi due oggetti nel corso della storia indipendentemente dalle culture considerate. Ad esempio, in Cina a partire dal X secolo si diffuse la tradizione del Loto d'oro che consisteva nel fasciare i piedi delle donne, fin dalla tenera età, costringendoli ad assumere una dimensione piccola e una forma caratteristica molto apprezzata dagli uomini cinesi.
Una teoria suggerisce un nesso tra l'aumento delle malattie sessualmente trasmissibili e una maggiore centralità sessuale assunta dal piede come forma di sesso sicuro. A sostegno di tale teoria, esiste una correlazione tra l'esplosione delle epidemie di gonorrea e sifilide in Europa e un maggiore riferimento in poesia e letteratura al piede femminile, oltre alla popolarità assunta nell'immaginario sessuale da calzature come le poulaine e le chopine, fino a giungere alla nascita di bordelli specializzati in atti sessuali riguardanti i piedi nel XIX secolo. In tempi più recenti, in concomitanza dei casi di AIDS verificatisi tra gli anni 1980 e 1990, è stato altresì notato un incremento del feticismo del piede.
Un'altra coincidenza storica legata a una maggiore carica erotica attribuita al piede e alle scarpe consiste in epoche e luoghi dove il piede viene rigorosamente nascosto, come nel caso dell'epoca vittoriana quando il piede femminile veniva coperto dalle scarpe e nascosto sotto lunghi strati di abiti. Bastava scorgere una caviglia affinché molti uomini si eccitassero.

## Il feticismo in letteratura
Donatien Alphonse François de Sade, dal cui nome deriva il termine sadismo, nel suo romanzo Le 120 giornate di Sodoma (1785) tra le pratiche a cui sono dediti i dissoluti protagonisti alla ricerca esasperata del piacere sessuale libertino descrive numerose situazioni che fanno riferimento all'urofilia e alla coprofilia, all'interno di un vero e proprio campionario orgiastico di perversioni.
Restif de la Bretonne si sofferma in diverse sue opere su temi feticisti e in particolare sul feticismo dei piedi, che proprio in riferimento alla sua opera viene talvolta chiamato "retifismo". In Le notti di Parigi (1788-1794), per esempio, Bretonne narra dell'insana passione che porta alcuni uomini a rubare le scarpe di signore sorprese a passeggiare lungo le strade della capitale francese; in Le Pied de Fanchette (1768, traduzione italiana Corrimano edizioni, 2015) protagonista è una donna che si serve del fascino delle sue estremità per avvantaggiarsi socialmente.
Un altro autore che ha lasciato opere considerevoli su questi temi è lo scrittore Tanizaki Junichiro, maestro della letteratura giapponese del Novecento. Il giovanile, primissimo racconto Il Tatuaggio (1909, Shisei in lingua originale) esprime chiaramente, in poche righe, la centralità dei piedi nel simbolismo erotico dello scrittore: piedi che hanno un'anima e si impongono come strumento di sottomissione dell'uomo nei confronti dell'onnipotente ricca carica sessuale ed esistenziale femminile. Nel romanzo I piedi di Fumiko un giovane aspirante artista scopre la smodata passione di un parente per i piedi di una ragazza che egli mantiene nella propria casa. Perfino negli ultimi giorni della propria vita non rinuncia ad assorbire il poco cibo che è in grado di mangiare dalle estremità di Fumiko.
La figura dell'anziano folle di passione ritorna nel libro che è considerato tra i maggiori capolavori di Tanizaki: Diario di un vecchio pazzo. Un uomo, al termine della propria esistenza, tra ricordi e riflessioni, vive e racconta la propria debolezza per i piedi della nuora. Tokusuke arriverà a fare incidere l'impronta dei piedi della donna sulla sua tomba. Con la scusa di riprodurre un Bussokuseki (impronte di Buddha), egli stesso farà una litografia dei piedi della giovane Satsuko usando inchiostro rosso. L'operazione con la verniciatura, la manipolazione, l'asciugatura dei piedi, costituisce un'occasione per avvicinare l'oggetto desiderato. "Poi, quando sarò morto, non potrà non pensare: Quello stupido vecchio dorme sotto questi piedi bellissimi. Sto ancora calpestando le ossa di quel povero vecchio sotto terra".

## Subcultura feticista

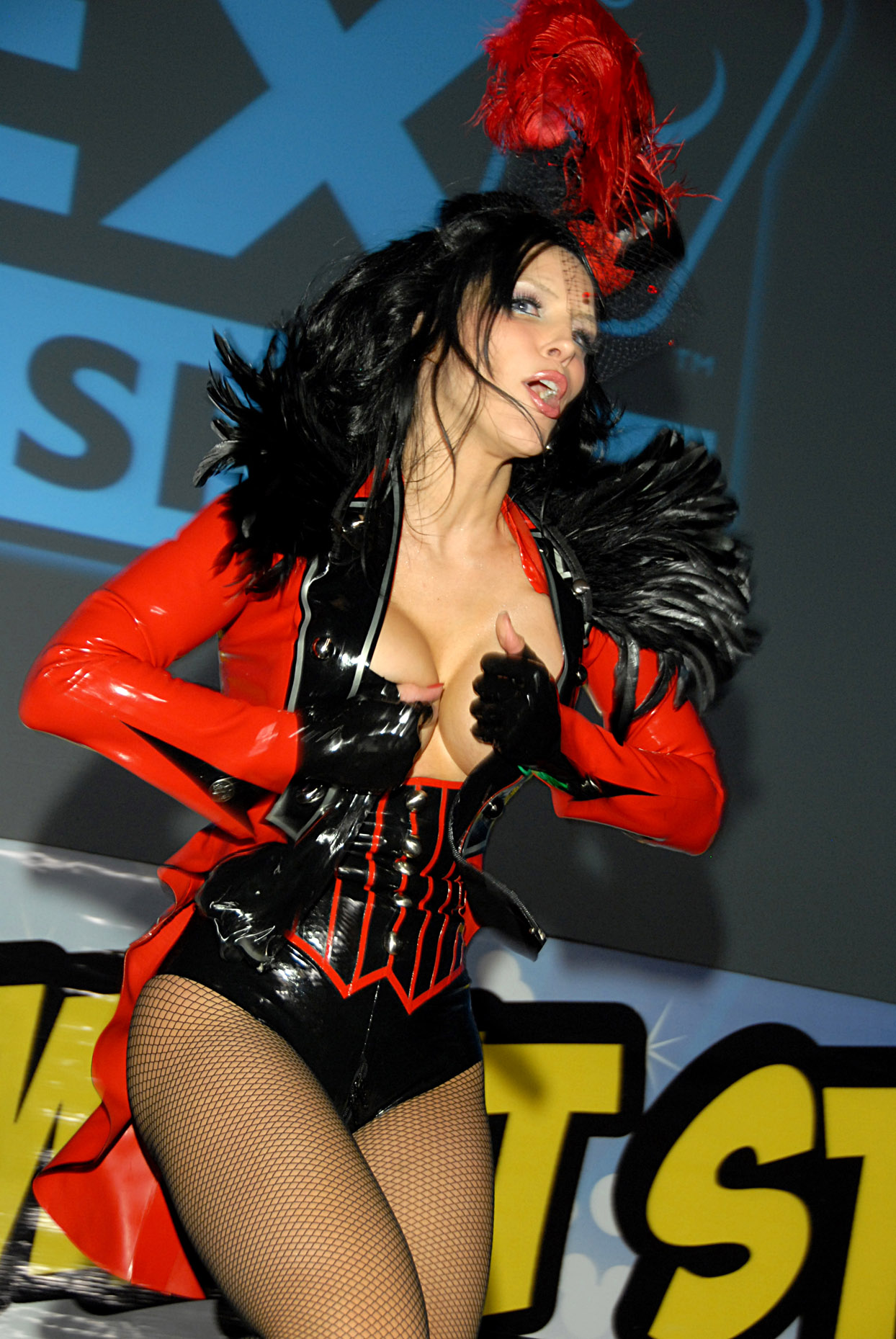
Esibizione feticista burlesque

La subcultura feticista, che estende la propria influenza nella moda e nell'arte, rappresenta una cultura basata sul genere e sull'identità sessuale che prende spunto dall'interesse verso le varie forme di feticismo. Al riguardo esistono riviste specializzate, blog, forum e siti internet che permettono di mettere in contatto la gente che presenta gli stessi gusti. Tra i pionieri della divulgazione del feticista, a partire dagli anni 1940 figurano i nomi di Irving Klaw, che con la sua rivista Movie Star News lanciò diversi illustratori e fumettisti divenuti poi celebri in questo campo, e John Willie che nel 1946 vendette tutte le prime 5 000 copie del suo Bizarre nell'arco di due settimane.
Appositi locali organizzano spesso degli eventi a tema a cui partecipare o assistere, dedicati comunemente all'adorazione del piede o di particolari calzature come nel caso degli "sneaker party". I munch, incontri svolti periodicamente in luoghi pubblici, invece non prevedono la messa in atto di alcuna attività feticista, non richiedono nessuno dresscode specifico, e hanno solamente lo scopo di offrire un momento di convivialità e socializzazione consentendo al contempo anche ai neofiti e ai semplici curiosi di approcciarsi al feticismo. Gli eventi destinati a ospitare incontri fra adulti consenzienti, finalizzati all'esecuzioni di pratiche riguardanti il feticismo o BDSM, vengono definiti play party. I locali in cui si svolgono i play party, che possono richiedere una tenuta rigorosa a tema, sono normalmente suddivisi in differenti aree dove, rispettivamente, si possono consumare bevande e socializzare, assistere a particolari esibizioni, e potere praticare all'interno dell'apposita area di "gioco".
Esiste anche un relativo filone pornografico e un florido commercio di immagini e video via web, anche di natura amatoriale, che testimonia un certo interesse verso il feticismo nelle sue varie forme. Solitamente le pratiche feticiste sono inserite all'interno di un più ampio contesto di umiliazione e sottomissione. Un ristretto mercato rivolto agli appassionati permette di acquistare tipici "feticci" quali calze, biancheria intima e scarpe usate.
La moda feticista, abbastanza comune anche nel convenzionale, è classicamente costituita da abiti appariscenti realizzati con materiali quali la pelle, latex o PVC, calze in nylon e scarpe con tacco molto alto o stivali di vario tipo. Il colore predominante è il nero, in minor misura viene anche utilizzato il rosso. Viene riscontrato anche l'utilizzo del corsetto, e talvolta di uniformi o divise varie. Una delle più note modelle feticiste è stata Bettie Page, divenuta celebre grazie alla raccolta fotografica realizzata da Irving Klaw. Il fotografo Helmut Newton è invece noto per avere "reso il feticismo chic", introducendo gli elementi e temi caratteristici del feticismo nella moda convenzionale con le sue serie fotografiche pubblicate su Vogue durante gli anni 1970.
Una delle icone dell'immaginario feticista collettivo, con il suo abito aderente in pelle di colore nero e armata di frusta, è il personaggio di Catwoman.

## Psichiatria

### Diagnosi
L'ICD-10 definisce il feticismo come una dipendenza da oggetti non viventi per ottenere l'eccitazione e il soddisfacimento sessuale. È considerato un disturbo solamente quando le attività feticistiche sono la principale fonte di soddisfacimento sessuale, e diventa così irresistibile o inaccettabile tanto da causare disagio o interferire col normale rapporto sessuale. Le linee guida dell'ICD richiedono che la preferenza debba persistere per almeno sei mesi e debba causare considerevole disagio o essere messa in atto in modo notevole.
È stata proposta una campagna per l'abolizione completa della diagnosi ICD per evitare la stigmatizzazione dei feticisti. Il sessuologo Odd Reiersøl sostiene che il disagio associato col feticismo è spesso causato dalla vergogna, e che l'essere sottoposto a diagnosi esacerba solamente tale vergogna. Egli suggerisce che, nei casi in cui l'individuo fallisca nel controllo del comportamento dannoso, al soggetto si debba invece diagnosticare un disturbo di personalità o del controllo degli impulsi.
In base al DSM-5, il feticismo viene descritto come eccitazione sessuale derivante da oggetti o da una specifica parte del corpo che non è tipicamente considerata erotica. Tra gli oggetti vanno esclusi gli abiti impiegati nel crossdressing e i giocattoli sessuali, appositamente prodotti per la stimolazione dei genitali. Spesso segue un senso di colpa. I criteri diagnostici si basano sulla persistenza per almeno sei mesi di stimoli sessuali focalizzati su una parte del corpo diversa dai genitali, su un oggetto inanimato, o su un altro stimolo, e inoltre ciò deve provocare disagio o un danneggiamento di importanti aree della vita quotidiana. Deve essere posta una diagnosi differenziale per altre parafilie come il feticismo di travestimento e il masochismo sessuale. Occorre pure tenere conto che il disturbo feticistico può associarsi contemporaneamente all'ipersessualità o ad altre parafilie, più raramente può anche presentarsi nel contesto di un disturbo neurologico.
Dal punto di vista epidemiologico il disturbo feticistico vero e proprio sembra essere raro, con meno dell'1% dei pazienti psichiatrici che presentano come loro problema principale il feticismo. Il feticismo inoltre è poco comune anche all'interno della popolazione carceraria.

### Trattamento
Secondo l'Organizzazione mondiale della sanità, le fantasie feticistiche sono comuni e dovrebbero essere trattate come un disturbo solamente quando danneggiano il normale funzionamento o causano disagio. Gli scopi del trattamento possono includere l'eliminazione dell'attività criminale, la riduzione della dipendenza dal feticcio per il soddisfacimento sessuale, il miglioramento delle abilità relazionali, o il tentativo di rimuovere completamente l'eccitazione deviante. L'evidenza dell'efficacia del trattamento è limitata e largamente basata su studi di caso, e non esiste alcuna ricerca sul trattamento delle donne feticiste.
La terapia cognitivo comportamentale è un approccio diffuso. Il terapista insegna al paziente come identificare ed evitare i presupposti del comportamento feticistico, e sostituire le fantasie che coinvolgono il feticcio con altre fantasie non feticistiche. Mediante il metodo dell'implosione (flooding) il paziente viene indotto a masturbarsi in continuazione usando il feticcio o la fantasia feticistica, finché non si ha la perdita del suo effetto eccitatorio. Si può fare ricorso pure alla psicoterapia introspettiva, la quale mira alla risoluzione di un conflitto inconscio. Infine la terapia dell'avversione, che associa sensazioni sgradevoli allo stimolo sessuale feticistico, può ridurre il feticismo nel breve termine ma è improbabile che abbia un effetto permanente.
Tra le terapie farmacologiche si possono prescrivere gli antiandrogeni e gli inibitori selettivi della ricaptazione della serotonina per diminuire il desiderio sessuale. Il ciproterone acetato è l'antiandrogeno più comunemente utilizzato, tranne negli Stati Uniti d'America dove non sempre è disponibile. In letteratura vi è un'ampia evidenza sul suo effetto di ridurre in modo generale le fantasie sessuali. Gli effetti collaterali possono includere osteoporosi, disfunzione epatica e femminilizzazione. Studi di caso hanno provato che l'antiandrogeno medrossiprogesterone acetato è in grado di ridurre l'interesse sessuale, ma può avere effetti collaterali che includono osteoporosi, diabete, trombosi venosa profonda, femminilizzazione e aumento di peso. Alcuni ospedali usano leuprolide acetato e goserelina acetato per ridurre la libido, e nonostante esistano poche prove della loro efficacia, questi due farmaci hanno minori effetti collaterali rispetto agli altri antiandrogeni. Diversi studi supportano l'utilizzo degli inibitori selettivi della ricaptazione della serotonina, che possono essere preferibili nei confronti degli antiandrogeni a causa dei loro più lievi effetti collaterali. Nessuno di questi farmaci cura il feticismo sessuale, ma essi possono semplificarne la gestione.
Il counseling relazionale può tentare di ridurre la dipendenza dal feticcio e migliorare la comunicazione con il partner usando tecniche come la focalizzazione sensoriale. La coppia può acconsentire a includere il feticcio in modo controllato e limitato nel tempo, oppure stabilire solo certi giorni per praticare il feticismo. Se il feticista non è in grado di sostenere un'erezione senza l'oggetto feticcio, il terapista può raccomandare il ricondizionamento orgasmico o la sensibilizzazione nascosta per aumentare l'eccitazione derivata da stimoli normali (sebbene vi siano poche prove sull'efficacia di queste tecniche).

## Feticismo negli altri animali
Il feticismo umano è stato comparato col riflesso condizionato della risposta sessuale negli altri animali. Nei ratti, sia nei maschi sia nelle femmine, si può indurre artificialmente l'attrazione sessuale verso partner profumati se quei profumi, perfino quelli dannosi, sono associati alle loro prime esperienze sessuali. Iniettando morfina o ossitocina in un ratto maschio durante la sua prima esposizione alle femmine profumate si produce lo stesso effetto. I ratti svilupperanno inoltre preferenze sessuali per ciò che è stato coinvolto nelle loro prime esperienze sessuali, e possono essere condizionati a mostrare una maggiore eccitazione in presenza di oggetti come un pesce di plastica giocattolo. Un esperimento ha trovato che i ratti ai quali viene fatta indossare una stretta giacca in velcro durante le loro esperienze sessuali formative mostrano un severo deficit nella prestazione sessuale quando non indossano la giacca. Un condizionamento sessuale simile è stato dimostrato nei pesci gourami, nelle marmose e nelle quaglie del Giappone.
Un possibile feticismo dello stivale è stato riportato in due differenti primati provenienti dallo stesso parco zoologico. Nel primo caso, ogni volta che si piazzava uno stivale vicino a uno scimpanzé comune nato in cattività quest'ultimo inevitabilmente lo guardava in modo fisso, lo toccava, aveva un'erezione, strofinava il suo pene contro lo stivale, si masturbava, e infine eiaculava. Nel secondo caso, un babbuino della Guinea aveva un'erezione mentre si strofinava allo stivale e lo annusava, ma non si masturbava e nemmeno lo toccava con il suo pene.